# Chhang Dawa Šerpa
Chang Dawa Šerpa (* 30. července 1982) je nepálský horolezec. V roce 2013 se stal 30. horolezcem, kterému se podařilo dosáhnout vrcholů všech 14 osmitisícovek. První úspěšný výstup uskutečnil v roce 2000 na Čo Oju,poslední o 13 let později na Šiša Pangmu. Jeho starším bratrem je Mingma Šerpa, který výstupy na 14 hor vyšších než 8000 metrů dokončil v roce 2011. Vzhledem k tomu, že Felix Iñurrategi, bratr Alberta Iñurrategiho, zahynul při sestupu z Gašerbrumu II, stali se tak Migma a Chang Dawa první bratrskou dvojicí, která vystoupila na všech 14 osmitisícovek.

## Úspěšné výstupy na osmitisícovky
- 2000 Čo Oju (8201 m)
- 2001 Makalu (8465 m)
- 2002 Lhoce (8516 m)
- 2002 Čo Oju (8201 m)
- 2003 Mount Everest (8849 m)
- 2004 Mount Everest (8849 m)
- 2005 Mount Everest (8849 m)
- 2008 Makalu (8465 m)
- 2008 Broad Peak (8047 m)
- 2010 Nanga Parbat (8125 m)
- 2010 Gašerbrum I (8068 m)
- 2010 Manáslu (8163 m)
- 2011 Kančendženga (8586 m)
- 2011 Gašerbrum I (8068 m)
- 2011 Gašerbrum II (8035 m)
- 2011 Manáslu (8163 m)
- 2012 Dhaulágirí (8167 m)
- 2012 Annapurna (8091 m)
- 2012 K2 (8611 m)
- 2013 Šiša Pangma (8013 m)